# Лардея
 Тази статия е за средновековната крепост в България.  За ледника в Антарктика вижте Лардея (ледник).  
Лардея (на гръцки: Λαρδέα) е средновековна крепост в югоизточната част на България, днес напълно разрушена.
Разположена е на южния склон на Терзийски баир в северния край на Сливенското поле, в землището на село Лозенец, Ямболско. Крепостта е построена от римляните около 300 година и между 705 и 971 година е в границите на Първата българска държава. При Втората българска държава е под български контрол от 1186 до 1373 година с няколко прекъсвания – през 1278 – 1304, 1322 – 1324 и 1330 – 1332 година, когато Византия успява да си я върне. През 1373 година е завзета от османците.